# Jüdischer Friedhof (Euerbach)

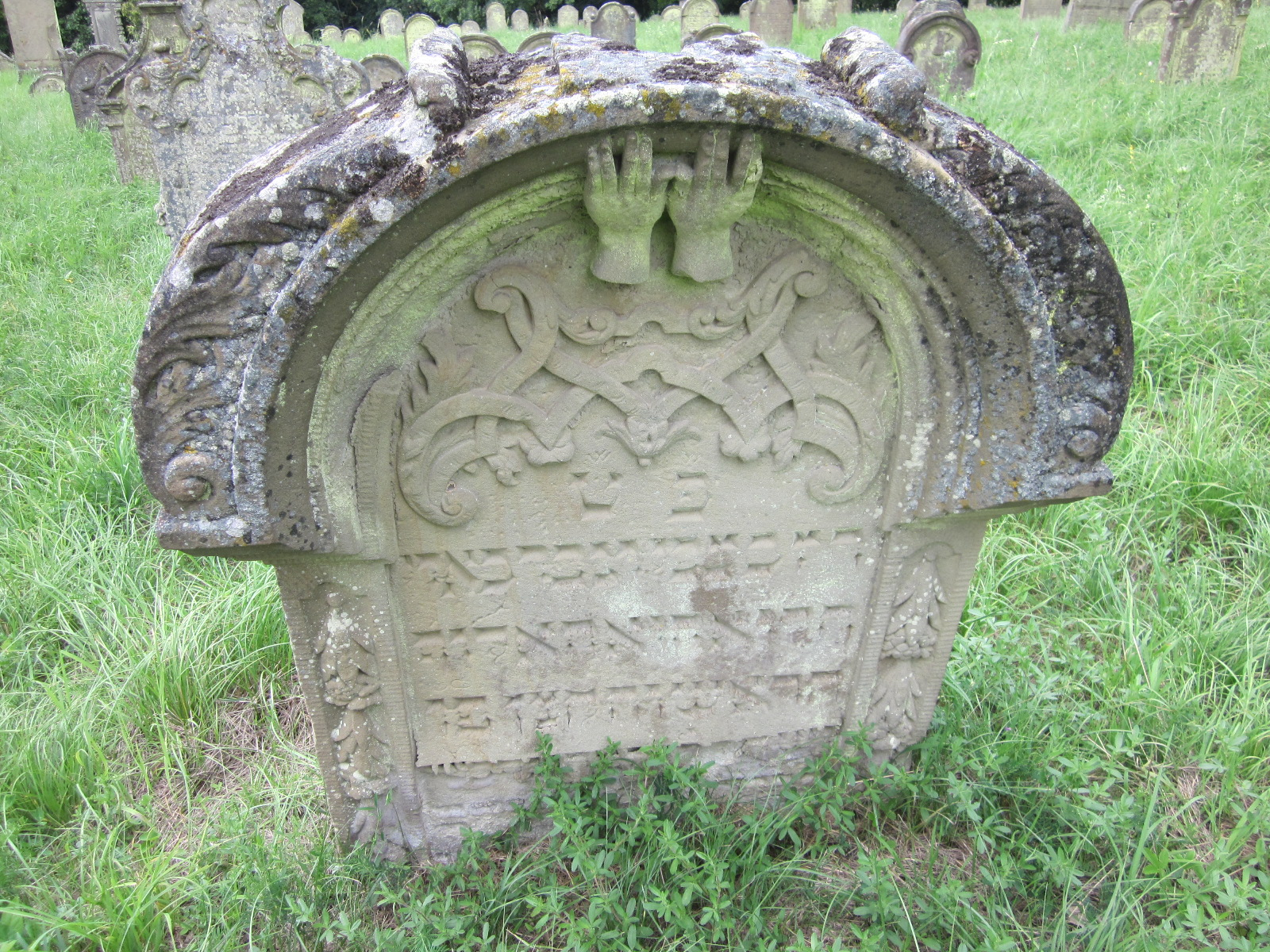
Ein Grab auf dem Jüdischen Friedhof in Euerbach.

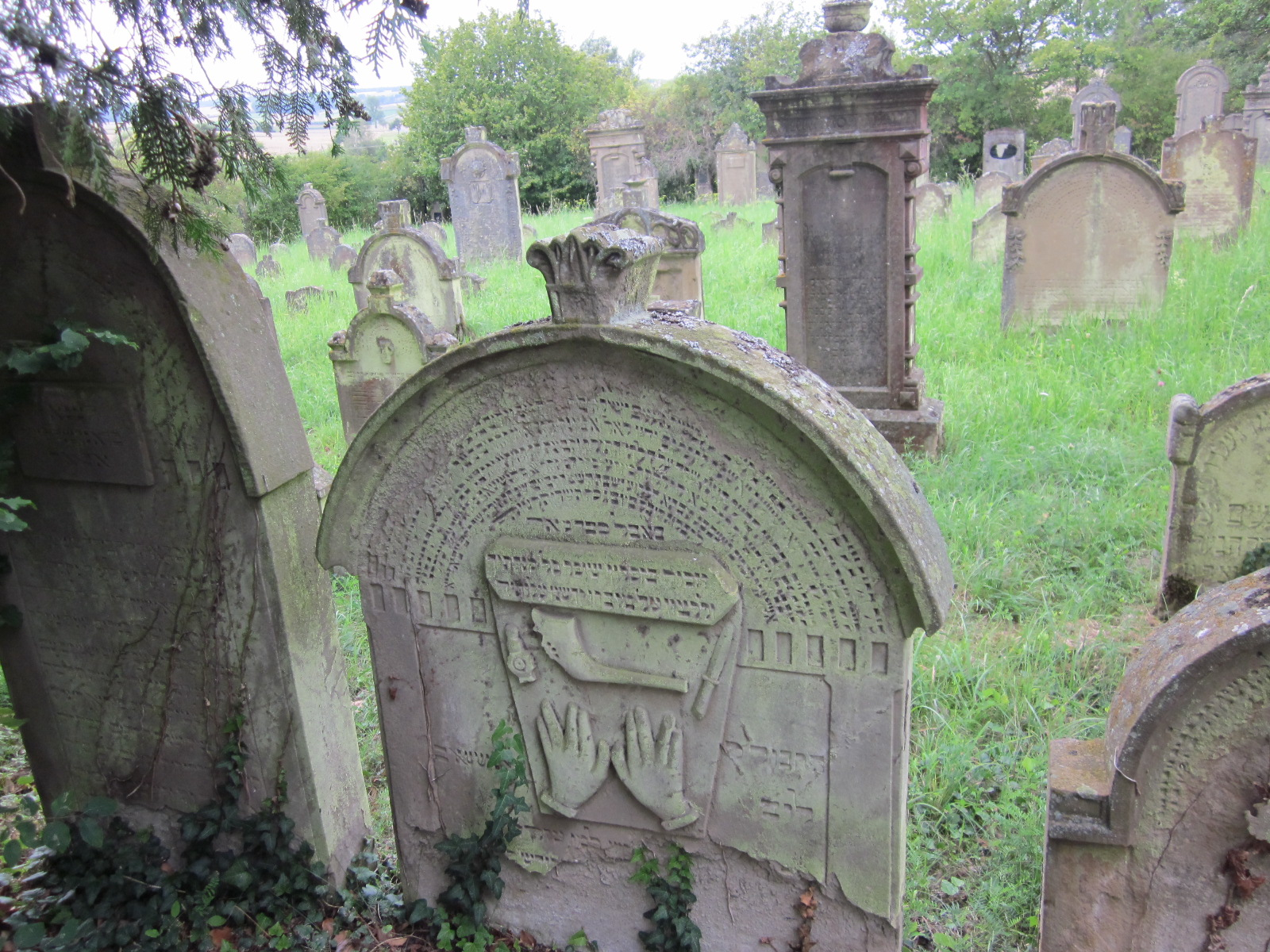
Mehrere Gräber auf dem Friedhof.

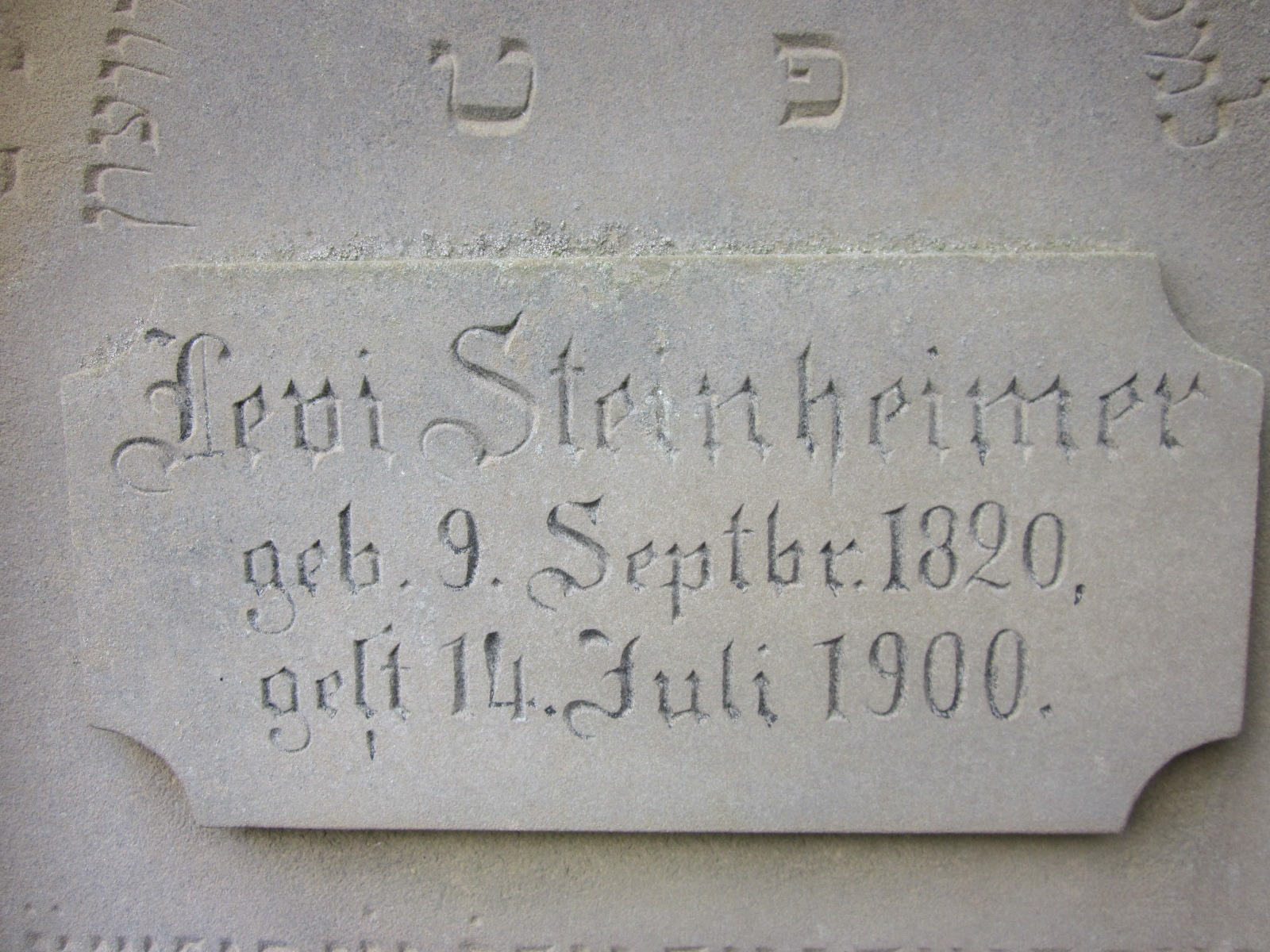
Grabinschrift

Der Jüdische Friedhof Euerbach befindet sich in Euerbach, einer Gemeinde im unterfränkischen Landkreis Schweinfurt.

## Geschichte
Nachdem sich 1554 nach der Ausweisung der jüdischen Bewohner aus Schweinfurt die ersten Juden in Euerbach niedergelassen hatten, fand die erste Bestattung auf dem jüdischen Friedhof von Euerbach am 16. Juli 1672 statt. Der Grundherr Adam Ulrich von Steinau hatte dazu einen Acker an der Hasenklinge unterhalb des „Euerbacher Wäldchens“ an die jüdische Gemeinde veräußert. Wo die Euerbacher Juden zwischen 1554 und 1672 ihre Toten bestattet haben, ist unbekannt.
Im Lauf der Zeit wurden auf dem Euerbacher Friedhof nicht nur Juden aus Euerbach beigesetzt, sondern auch aus Niederwerrn, Obbach, Geldersheim und Kützberg, gelegentlich auch aus Schweinfurt und Arnstadt. In den Jahren 1734, 1835 sowie bis 1936 wurde der Friedhof erweitert.
Im November 1938 schändeten Mitglieder der Hitlerjugend den Friedhof.
Neben dem Eingang sollen sich früher ein Taharahaus, ein Gebetshaus (beide um 1807 erbaut) und ein Brunnen befunden haben, die im Zweiten Zweitkrieg durch die Explosion einer Granate zerstört wurden. Die letzte Bestattung auf dem Friedhof fand im Jahr 1940 statt.

## Lage und Charakterisierung
Der Friedhof befindet sich nordwestlich von Euerbach. Auf dem 84,3 Ar großen Friedhof sind heute noch 1278 Grabsteine (Mazewot) vorhanden.